# Montañas Darran
Las montañas Darran son una cadena montañosa prominente del Parque Nacional de Fiordland, el mayor parque nacional de Nueva Zelanda. En ellas se encuentra el pico más alto del parque, el monte Tūtoko (2.723 metros).

## Geografía
La cordillera se extiende entre Milford Sound (Piopiotahi) y el valle del río Cleddau (al oeste) y el amplio valle del río Hollyford al este, en el extremo norte del parque nacional. Limitan al sur con el Homer Saddle, que las separa de los montes Wick, y al norte con la costa del mar de Tasmania. El túnel de Homer se encuentra bajo el extremo suroccidental de la cordillera.
Además del monte Tūtoko, otros picos prominentes de la cordillera son el monte Madeline y el monte Christina. La cordillera alberga numerosos lagos y lagunas, entre los que destacan el lago Adelaide y el lago Marian, y varios ríos tienen su cuenca en las montañas, como los ríos Tūtoko, Kaipo y Bowen. El río Bowen, cerca de su desembocadura, proporciona una de las atracciones naturales más notables de Milford Sound, las cataratas Bowen.
Las montañas fueron bautizadas por el capitán J. Stokes, uno de los primeros topógrafos de la costa oeste de la Isla Sur.
| Pico              | Altura                    | Coordenadas                                     | Imagen |
| ----------------- | ------------------------- | ----------------------------------------------- | ------ |
| Monte Tūtoko      | 2723 m                    | 44°35′41″S 168°00′45″E / -44.59460, 168.01254   |        |
| Monte Madeline    | 2536 m                    | 44°36′51″S 168°02′45″E / -44.61420, 168.04589   |        |
| Monte Christina   | 2474 m                    | 44°47′35″S 168°02′55″E / -44.79310, 168.04849   |        |
| Pico Te Wera      | 2309 m                    | 44°39′30″S 168°03′15″E / -44.65841, 168.05429   |        |
| Monte Crosscut    | 2263 m                    | 44°45′50″S 168°01′51″E / -44.76402, 168.03086   |        |
| Monte Patuki      | 2246 m                    | 44°40′09″S 168°01′24″E / -44.66920, 168.02344   |        |
| Monte Grave       | 2225 m                    | 44°35′32″S 167°57′12″E / -44.59230, 167.95345   |        |
| Monte Underwood   | 2222 metros (7290,0 pies) | 44°40′24″S 168°00′14″E / -44.67346, 168.003767  |        |
| Pico Karetai      | 2206 m                    | 44°40′20″S 168°02′45″E / -44.672247, 168.045952 |        |
| Monte Syme        | 2188 m                    | 44°37′37″S 168°01′56″E / -44.62697, 168.03213   |        |
| Pico Paranui      | 2167 m                    | 44°34′17″S 167°58′44″E / -44.57128, 167.97893   |        |
| Pico Alice        | 2155 metros (7070,2 pies) | 44°35′02″S 168°02′25″E / -44.583843, 168.040245 |        |
| Monte Gifford     | 2149 m                    | 44°43′30″S 168°04′33″E / -44.72506, 168.07589   |        |
| Monte Talbot      | 2105 m                    |                                                 |        |
| Montaña Tuhawaiki | 2092 m                    | 44°41′02″S 168°04′39″E / -44.68385, 168.07761   |        |
| Monte Pembroke    | 2015 m                    | 44°34′05″S 167°53′08″E / -44.56794, 167.88565   |        |
| Pico Barren       | 1561 m                    | 44°39′41″S 167°57′03″E / -44.66148, 167.95070   |        |
| Pico Rover        | 1524 m                    | 44°35′09″S 167°51′17″E / -44.58596, 167.85483   |        |
| El León           | 1302 m                    | 44°36′35″S 167°53′03″E / -44.60983, 167.88425   |        |

## Geología
Las montañas más altas están compuestas predominantemente por una biotita de diorita volcánica datada en 138 ± 2,9 Ma y con diques de intrusión más jóvenes de monzodiorita de cuarzo datados en 136 ± 1,9 Ma. Estas rocas forman parte de la Zona Tectónica Media que separa las provincias Occidental y Oriental de las rocas de Zealandia. Cubren un área de unos 740 km2. Las montañas también tienen componentes a su norte de rocas como arenisca metamorfoseada y gneis de la Provincia Occidental. En el extremo sureste se encuentra diorita de cuarzo.

## Escalada
Muchas de las montañas tienen rutas de escalada conocidas.

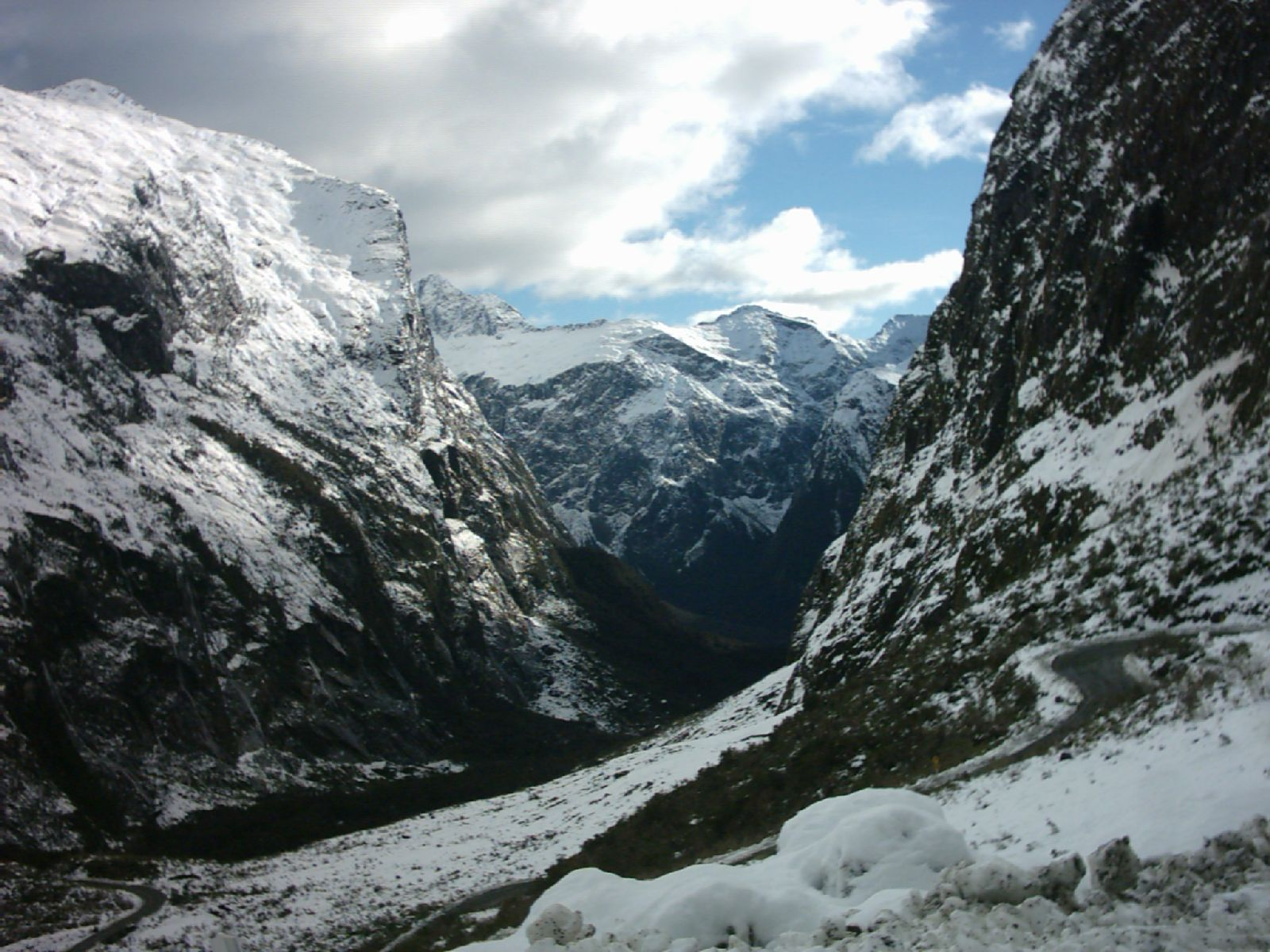
La carretera de entrada  al Túnel de Homer es el extremo más suroccidental de las Montañas Darran
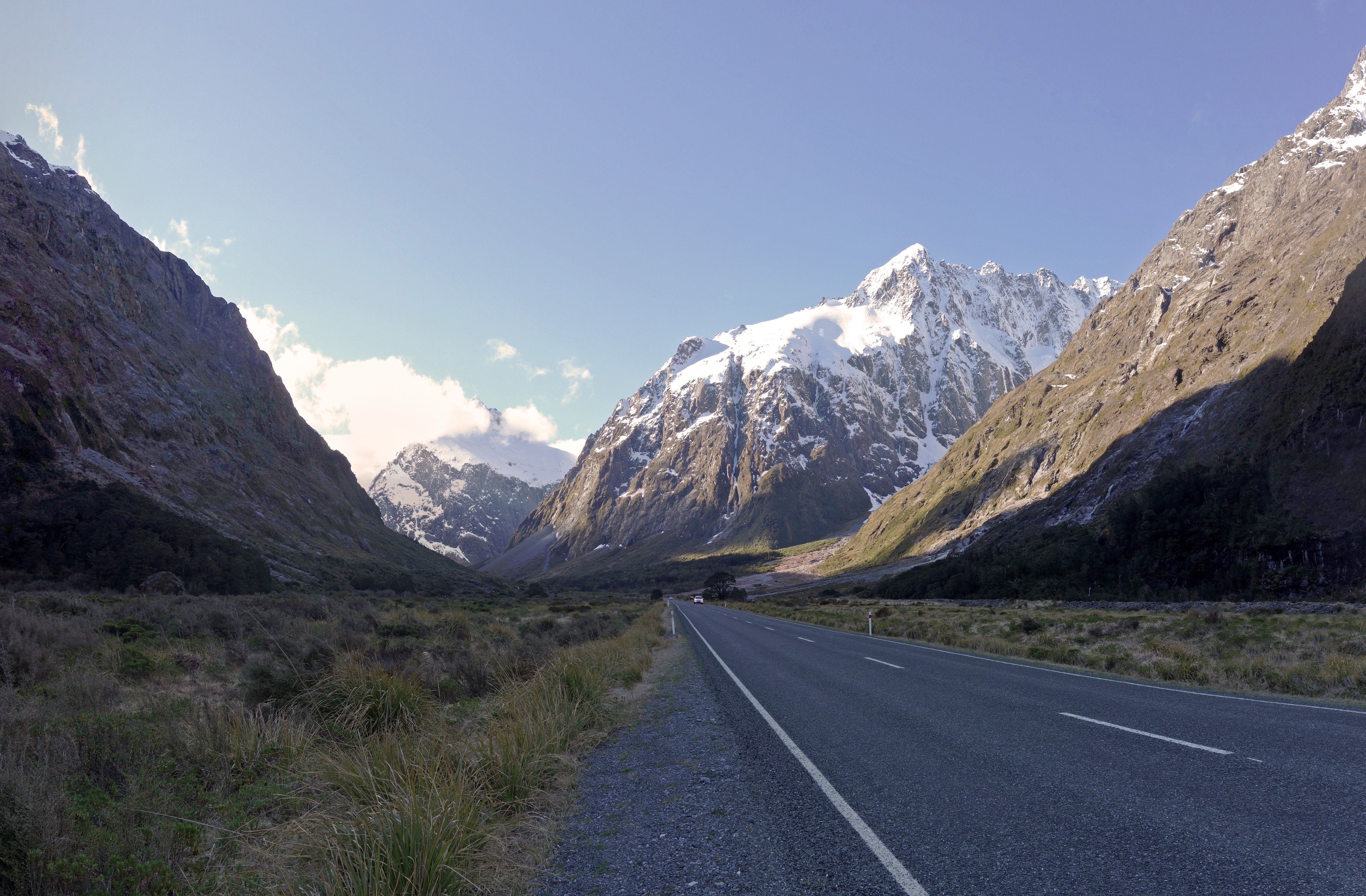
El monte Crosscut a la vista casi hacia el norte desde la Autopista estatal 94 en su camino hacia el túnel de Homer desde el este.
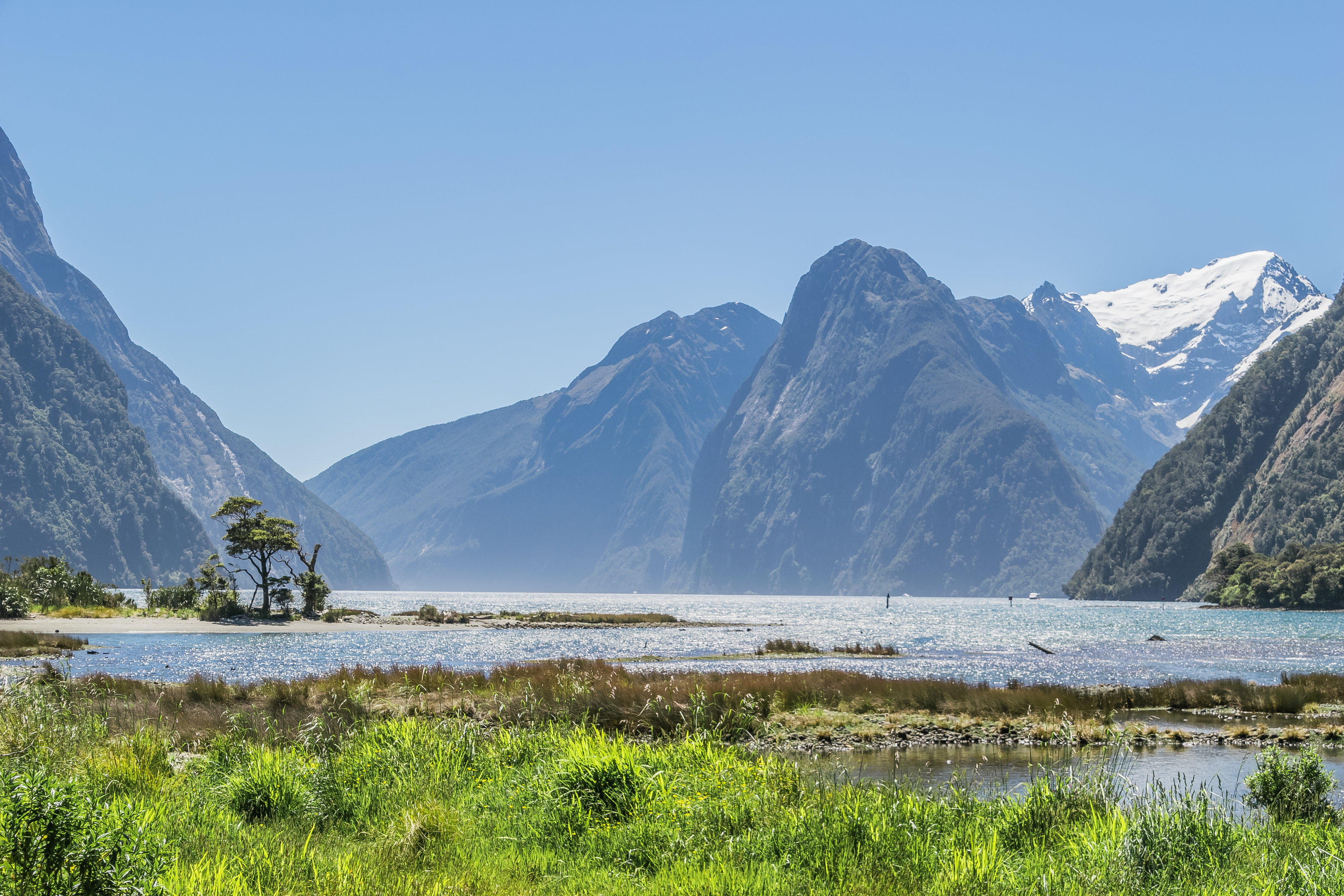
Vista desde la cabecera del Milford Sound de algunas de las montañas Darrant en el lado norte del fiordo: el León y más allá el pico Rover  y cubierto de nieve el monte Pembroke.